# Vorläufige Deckung
Vorläufige Deckung ist im Versicherungswesen eine Deckung, die vom Versicherer bereits vor Abschluss des Versicherungsvertrages und dem Versicherungsnehmer vor Zahlung der Erstprämie zugesagt wird. Die vorläufige Deckung ist ein rechtlich selbständiger Vertrag im Sinne des Versicherungsvertragsgesetzes (VVG).

## Allgemeines
Die vorläufige Deckung kann erteilt werden, wenn zwischen den Parteien weitgehend Einigkeit darüber besteht, dass ein Versicherungsvertrag in der Hauptsache abgeschlossen werden wird, der endgültige Vertragsabschluss durch Ausstellung des Versicherungsscheins aber noch Zeit in Anspruch nimmt. Die vorläufige Deckung zielt auf sofortigen Versicherungsschutz, klassischer Anwendungsfall ist die Kraftfahrtversicherung. Regelmäßig wird der Versicherungsschutz zu einem Zeitpunkt nachgefragt, zu dem das Kfz bereits erworben ist und schnell zugelassen werden muss. Die vorläufige Deckung ist aber auch im Wege der Rückwärtsversicherung möglich, tritt jedoch erst mit der Erklärung gegenüber dem Versicherungsnehmer in Kraft.

## Geschichte
Mit der vorläufigen Deckung befasste sich bereits im März 1926 das Reichsgericht (RG). Nach der Rechtsprechung erteile ein Versicherer die Deckungszusage in der Feuerversicherung dann, „wenn zwischen ihm und dem Versicherungsnehmer über den Abschluss eines Versicherungsvertrags […] soweit Einigung erzielt ist, dass der künftige Abschluss in Aussicht genommen werden kann […]. Für diese Zwischenzeit will und soll der Versicherte nicht ohne den Versicherungsschutz bleiben“. In der Lebensversicherung ist die vorläufige Deckung erst 1977 möglich geworden.
Das bis Dezember 2007 geltende Versicherungsvertragsgesetz regelte die vorläufige Deckung nicht. Dies wurde wegen ihrer Verbreitung (gerade in der Kraftfahrtversicherung) als nicht sachgerecht empfunden.

## Rechtsfragen
Rechtsdogmatisch ist die vorläufige Deckung gemäß § 49 Abs. 1 VVG ein eigenständiger Vertrag. Die AGB werden in die vorläufige Deckungszusage einbezogen, selbst wenn ein ausdrücklicher Hinweis darauf fehlt. Es sollen die jeweils für den Versicherungsnehmer günstigsten Bedingungen gelten. Die Dokumentation in Textform ist bei Verträgen über Pflichtversicherungen nicht erforderlich. Wird jedoch eine Kfz-Haftpflichtversicherung zusammen mit einer Kraftfahrtversicherung abgeschlossen, ist die Textform erforderlich, weil letztere keine Pflichtversicherung ist.
Die vorläufige Deckung geht in den Hauptvertrag über (§ 52 Abs. 1 VVG). Schließt der Versicherungsnehmer den Hauptvertrag nicht, so wird die Prämie gemäß § 50 VVG für die vorläufige Deckung fällig. Bei der Deckungszusage wird in der Praxis meist auf die Einlösungsklausel des § 37 Abs. 2 VVG verzichtet (§ 51 Abs. 1 VVG).
In der Kfz-Versicherung beginnt die vorläufige Deckung am Tag der Zulassung des Kraftfahrzeugs (§ 9 KfzPflVV). Dabei handelt es sich um eine Ausnahme zu § 1 Abs. 2 KfzPflVV, wonach der Versicherungsschutz in der Kfz-Haftpflichtversicherung stets um 0 Uhr des Tages, für den der Versicherungsanfang vereinbart ist, beginnt.

## International
In Österreich versteht man unter einer vorläufigen Deckungszusage einen eigenständigen Versicherungsvertrag, der provisorisch Versicherungsschutz vor endgültiger Risikoprüfung oder vor völliger Einigung der Vertragsparteien (etwa über die Prämienhöhe) schaffen soll. Er ist dazu bestimmt, in den endgültigen Versicherungsvertrag überzuleiten, kann aber auch bei Scheitern der Verhandlungen als selbständiger Versicherungsvertrag bestehen bleiben. Der Versicherungsnehmer muss gemäß § 1a Abs. 2 VersVG bei vorläufiger Deckung nicht darauf hingewiesen werden, dass der Versicherungsvertrag erst mit Zugang des Versicherungsscheins oder einer gesonderten Annahmeerklärung zustande kommt und vor diesem Zeitpunkt kein Versicherungsschutz besteht. Nach § 5c Abs. 6 VersVG hat der Versicherer für die Dauer der vorläufigen Deckung Anspruch auf Prämie. 
Die Schweiz kennt die vorläufige Deckung als einen eigenständigen Versicherungsvertrag, der auf eine bestimmte Zeit abgeschlossen wird und an keine Form gebunden ist. Die vorläufige Deckung endet mit der Annahme oder der Ablehnung des Versicherungsvertrages durch den Versicherer. 
Im angelsächsischen Common law ist die vorläufige Deckung (englisch provisional cover) ebenfalls bekannt.